# Acta Anaesthesiologica Scandinavica
Acta Anaesthesiologica Scandinavica is een internationaal, aan collegiale toetsing onderworpen wetenschappelijk tijdschrift op het gebied van de anesthesiologie.
De naam wordt in literatuurverwijzingen meestal afgekort tot Acta Anaesthesiol. Scand.
Het wordt uitgegeven door Wiley-Blackwell namens de Scandinavian Society of Anaesthesiology and Intensive Care Medicine. Het is opgericht in 1957 en verschijnt 10 keer per jaar.